# Sumario de las antigüedades romanas que hay en España, en especial las pertenecientes a las Bellas Artes
Sumario de las antigüedades romanas que hay en España, en especial las pertenecientes a las Bellas Artes es una obra del historiador y crítico de arte español Juan Agustín Ceán Bermúdez, publicada de forma póstuma en 1832.

## Descripción
| «Los aficionados á los diferentes ramos de antigüedades, los profesores y los amantes de las bellas artes, podrán aprovecharse de las luces y noticias que en ella se les ofrecen; y V. M., honrándola con su proteccion soberana, contribuirá á la propagacion de los conocimientos útiles, á los progresos del buen gusto, y á la gloria de su reinado» —Ceán Bermúdez, en su dedicatoria al rey |

La obra, que se publicaría de forma póstuma en 1832, tres años después de la muerte de Ceán Bermúdez, llegó, según asevera el propio autor en el prefacio, «despues de haber escrito las vidas de los pintores, escultores, plateros, vidrieros y de otros profesores del diseño en España» en el Diccionario histórico de los más ilustres profesores de las Bellas Artes en España y «separadamente las de nuestros arquitectos, describiendo sus mejores obras públicas», en Noticias de los arquitectos y arquitectura de España, reunidas por Eugenio de Llaguno y Amírola pero editadas por él. «Ya que no precedió este trabajo, como debia, por ser el origen de los dos anteriores, el lector podrá comenzar por él, y hallará en los tres la historia de las nobles artes en España desde su principio hasta el presente», explica en el prefacio. Salió de la madrileña imprenta de Miguel de Burgos, por real orden.
Sobre la motivación y el propósito de la obra, apunta Ceán Bermúdez las siguientes palabras:

De todas estas clases de edificios tenemos muchas ruinas y trozos de ellas en el reino; pero siendo la mayor parte y la mejor conservada las de los romanos, por su solidez y fuerte construccion, por haber dominado mas tiempo en él que otras naciones, y porque sus formas en general son mas útiles para el estudio de las bellas artes, como dimanadas de los griegos que las llevaron al mas alto grado de perfeccion, he intentado hacer un Sumario y breve descripcion de todos los monumentos romanos que hay en España, para que sirvan de modelo á nuestros profesores, sin necesidad, si puede ser, de tener que buscarle fuera del reino.
(Ceán Bermúdez, 1832, p. II)

Tiene una primera parte dedicada a la provincia tarraconense, una segunda que se centra en la bética y una tercera y última que versa sobre la lusitana. Maier Allende, en su entrada sobre Ceán Bermúdez para el Diccionario biográfico español, la considera «una de las obras más importantes de la arqueología fernandina» y apunta a ella como «la primera obra de conjunto sobre las antigüedades hispanorromanas que se publicó en España». Se han publicado nuevas ediciones en 1987 y 2003.